# Witzelhöhetunnel
Der Witzelhöhetunnel (teils auch Witzelshöhetunnel) ist ein 796 m langer Eisenbahntunnel der Schnellfahrstrecke Hannover–Würzburg. Er liegt nordöstlich der hessischen Kleinstadt Schlitz.

## Lage und Verlauf

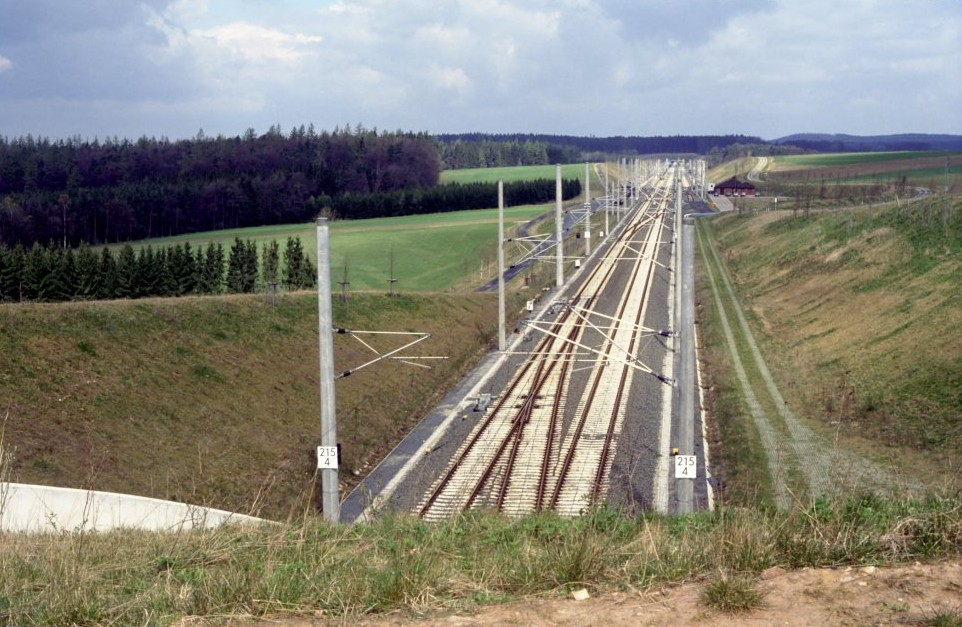
Blick vom Nordportal des Tunnels

Das Bauwerk liegt zwischen den Streckenkilometern 215,397 und 216,193. Die Gradiente steigt nach Süden hin an.
Nördlich schließt sich der Betriebsbahnhof Langenschwarz an den Tunnel an.

## Geschichte

### Planung
Das Bauwerk lag im Planungsabschnitt 16 des Mittelabschnitts der Neubaustrecke.
1984 war das Bauwerk mit einer Länge von 770 m und Kosten von 21,6 Millionen DM geplant.

### Bau
Im September 1983 begannen die Vorbereitungen für den Tunnelbau. Der Tunnel wurde am 1. Februar 1984 angeschlagen. Entsprechend seiner Tunnelpatin wurde die Röhre während der Bauphase auch als Margret-Stollen bezeichnet.
Mitte November 1984 wurde bei Bauarbeiten an dem Tunnel ein rund 20 Meter langes Teilstück des Tunnels verschüttet. Die Gefahr wurde rechtzeitig genug erkannt, um den Bereich zu räumen. Als Ursache wurden geologische Störungen in der Gebirgswand vermutet.